# Львовсельмаш
Завод «Львовсельмаш» (укр. Завод «Львівсільмаш») — промышленное предприятие сельскохозяйственного машиностроения, расположенное в Железнодорожном районе Львова.

## История

### 1944—1991
В 1945 году на базе авторемонтных мастерских во Львове был создан Львовский завод сельскохозяйственных машин, в 1946 году завод был полностью введён в эксплуатацию.
В 1975 году завод стал головным предприятием Львовского производственного объединения «Львовхимсельхозмаш» (объединившего львовский завод сельхозмашин, Макошинский завод сельскохозяйственных машин, конструкторское бюро по машинам для химической защиты растений и специальное конструкторско-технологическое бюро по машинам для жидких удобрений).
К началу 1980-х годов основной продукцией предприятия являлись машины для химической защиты растений (прицепные и навесные тракторные опрыскиватели) и машины для внесения в почву жидких минеральных удобрений, также завод освоил производство товаров народного потребления.
16 января 1984 на Львовском производственном объединении "Львовсельхозмаш" был запущен главный сборочный конвейер производственной мощностью 20 тыс. машин в год.

### После 1991

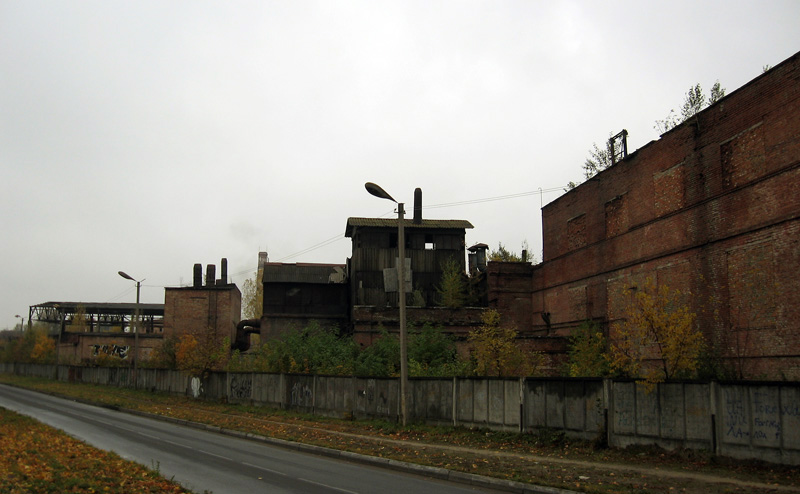
Цеха завода «Львовсельмаш» со стороны ул. Народной, 2007

В начале 1990-х годов завод был преобразован в открытое акционерное общество.
После того, как в июне 1996 года Кабинет министров Украины разрешил приватизацию завода, завод был приватизирован.
В августе 1997 года завод был включён в перечень предприятий, имеющих стратегическое значение для экономики и безопасности Украины.
После создания в октябре 1997 года лизинговой компании «Украгромашинвест», в марте 1998 года пакет из 26 % акций завода был передан в ведение компании.
В сентябре 1998 года Кабинет министров Украины принял решение закрепить в государственной собственности пакет акций предприятия (25 % + 1 акция).
В сентябре 2004 года контрольный пакет акций предприятия (50 % + 1 акция) были закреплены в государственной собственности.
В 2003—2006 гг. на заводе была проведена процедура санации, в ходе которой предприятие утратило 15 объектов недвижимости. В сентябре 2005 года в коммунальную собственность был передан детский сад. В июне 2007 года с баланса предприятия был снят и продан Дом культуры и спорта «Львовсельмаш». В декабре 2007 года в коммунальную собственность передали ещё один жилой дом из заводского жилого фонда.
2006 год завод закончил с убытком в размере 28,9 млн гривен.
В начале 2008 года общая численность работников завода составляла 472 человек.
В феврале 2008 года фирма «Юкон» обратилась в суд с требованием о банкротстве завода «Львовсельмаш» в связи с наличием у предприятия задолженности перед фирмой «Юкон» в размере 140 тыс. гривен за оказание юридических услуг. В дальнейшем, после силового захвата помещений завода 11 июля 2008 (в котором принимали участие около 30 вооружённых сотрудников частной охранной компании) была произведена смена собственников завода и его перерегистрация в Запорожской области, что осложнило хозяйственную деятельность завода. Профсоюзная организация работников завода оценила эти действия как рейдерский захват с целью ликвидации предприятия. 20 и 25 ноября 2008 работники завода провели митинги протеста в связи с проводимым новыми собственниками предприятия сокращением количества работников завода с 472 до менее чем 403 человек.
В первом полугодии 2009 года завод выпускал сельскохозяйственные машины для обработки почвы (опрыскиватели, культиваторы, грабли) и сельхозинструмент, однако в связи со снижением платежеспособного спроса на продукцию 18 июня 2009 года временно приостановил работу. В это время общая численность работников завода составляла 400 человек, в конце июня 2009 года началось увольнение ещё 147 работников завода. Работа предприятия в 2009—2010 гг. была нестабильной, сокращение количества рабочих продолжалось.
В январе 2011 года общая численность работников завода составляла 41 человек.
13 октября 2012 года представитель Фонда государственного имущества Украины во Львовской области сообщила, что "Завод «Львівсільмаш» больше не находится в государственной собственности и в государственном управлении, по-прежнему зарегистрирован в Запорожской области и что на заводе введена процедура ликвидации предприятия.
В июне 2013 года в ходе проверке завода сотрудниками прокуратуры было выявлено необеспечение руководством завода надлежащих условий хранения материальных ценностей государственного мобилизационного резерва Украины на сумму 460 тыс. гривен, в результате этих действий государству был нанесён ущерб, а на завод наложили штраф в размере 480 тыс. гривен.
В 2013 году завод прекратил обслуживание жилого фонда, в 2015 году шестнадцать жилых зданий завода были переданы в коммунальную собственность.